# Marco Valerio Voluso
Marco Valerio Voluso  fue un político y militar romano del siglo VI a. C. perteneciente a la gens Valeria.

## Familia
Voluso era miembro de una familia patricia de la gens Valeria. Fue hijo de Voluso Valerio, hermano de Publio Valerio Publícola y Manio Valerio Máximo, y padre de Manio Valerio y Lucio Valerio Potito.

## Carrera pública
Obtuvo el consulado en el año 505 a. C. y se le encargó, con su colega, la guerra contra los sabinos, sobre los que obtuvo un triunfo. Murió en la batalla del Lago Regilo cuando trataba de entablar combate singular contra Sexto Tarquinio.